# Thriller (álbum)
Thriller é o sexto álbum de estúdio em carreira solo do artista estadunidense Michael Jackson, lançado em 30 de novembro de 1982, através da Epic Records. Assim como o álbum anterior do cantor, Off the Wall (1979), que foi aclamado e bem-sucedido comercialmente, Thriller foi inteiramente produzido por Quincy Jones e coproduzido por Jackson. As gravações do projeto ocorreram entre 14 de abril a 8 de novembro de 1982 nos estúdios Westlake Recording. O orçamento total da produção do disco foi de 750 mil dólares, financiados por Jones. Jackson compôs e coproduziu quatro das nove faixas do disco. Musicalmente, Thriller explora gêneros semelhantes aos usados em Off the Wall, incluindo o pop, o rock, o pós-disco e o funk, além de estilos suaves, como a música contemporânea e o R&B.
O álbum foi aclamado por fãs e pela mídia especializada, e é considerado por muitos "o maior e melhor álbum da história". Consequentemente, venceu um recorde de oito Grammy Awards em 1984, incluindo o de Album of the Year. Thriller foi bem sucedido comercialmente, liderando as tabelas do Canadá, dos Estados Unidos, do Reino Unido e de outras sete nações, enquanto listou-se entre as dez melhores posições em todas as tabelas em que entrou. Em um ano, tornou-se — e continua sendo — o álbum mais vendido de todos os tempos, com vendas em mais de 66 milhões de cópias ao redor do mundo. Adicionalmente, converteu-se no álbum mais vendido de todos os tempos nos Estados Unidos, vendendo mais de 33 milhões de cópias no país, até ser passado pelo álbum Greastest Hits 1971-1975 dos Eagles Todos os sete singles do disco classificaram-se entre as dez melhores posições nos Estados Unidos, dos quais "Billie Jean" e "Beat It" lideraram a tabela musical Billboard Hot 100.
Com Thriller, o cantor quebrou preconceitos e barreiras raciais na música pop com suas apresentações na MTV, além de seu encontro na Casa Branca com Ronald Reagan, então presidente dos Estados Unidos. O disco foi o primeiro a ter vídeos musicais como materiais de divulgação bem sucedidos; os vídeos correspondentes de "Billie Jean", "Beat It" e "Thriller" eram constantemente transmitidos na MTV, sendo que o vídeo musical da última citada tem sido frequentemente citado como o "melhor vídeo musical de todos os tempos". Em 2001, Thriller foi relançado com entrevistas audíveis, uma gravação demonstrativa, a faixa "Someone in the Dark", contida na trilha sonora do filme E.T. the Extra-Terrestrial e vencedora de um Grammy Award, e "Carousel", descartada da lista final de faixas do álbum. O disco foi novamente relançado em 2008 intitulado de Thriller 25 com duas novas capas, remixes com artistas contemporâneos, uma canção inédita e um DVD que inclui curtas-metragens do álbum e a apresentação de "Billie Jean" durante o evento Motown 25.
O álbum foi classificado na 20.ª posição entre os 500 melhores álbuns de todos os tempos, publicado em 2003 pela revista Rolling Stone; a National Association of Recording Merchandisers listou Thriller na terceira colocação entre os 200 álbuns definitivos no Rock and Roll Hall of Fame. O disco foi incluído no National Recording Registry da Biblioteca do Congresso dos Estados Unidos, que lista gravações significativas, e o vídeo musical da faixa homônima compõe o National Film Registry da Preservation Board, que compila os "filmes historicamente, culturalmente ou esteticamente significativos". Em 2012, a revista Slant Magazine qualificou Thriller na primeira posição entre os "melhores álbuns dos anos 1980".
Após a morte de Jackson em junho de 2009, Thriller estabeleceu recordes adicionais, com mais de 100 000 cópias, colocando-o em segundo lugar na parada Top Pop Catalog Albums. As músicas de Thriller também ajudaram Jackson a se tornar o primeiro artista a vender mais de um milhão de downloads de músicas em uma semana. De acordo com a MRC Data, Thriller foi o 14.º álbum mais vendido de 2009 nos Estados Unidos, com 1,27 milhão de cópias vendidas.
Por uma semana a partir de 20 de novembro de 2015, o Google Play Music ofereceu uma cópia gratuita exclusiva do álbum para seus usuários nos EUA, que incluiu a demo de 1981 de "Billie Jean" como faixa adicional.
Em 16 de maio de 2022, a Sony Music anunciou uma reedição em CD duplo do 40.º aniversário de Thriller, oThriller 40, incluindo o álbum e um disco bônus contendo as gravações das sessões originais. O álbum também está planejado para ser relançado em Super Áudio CD e vinil pelo Mobile Fidelity Sound Lab.

## Antecedentes
Off the Wall (1979), álbum anterior de Jackson, recebeu aclamação crítica e tornou-se um sucesso comercial, vendendo mais de 20 milhões de cópias mundialmente, convertendo-se num dos álbuns mais vendidos de todos os tempos. Os anos entre Off the Wall e Thriller foram transitivos para o cantor; foram momentos de independência. Durante este período, o artista se sentiu solitário, e explicou: "Mesmo em casa, eu estou sozinho. Sento no meu quarto e, às vezes, eu choro. É tão difícil fazer amigos (...) Às vezes, eu caminho na vizinhança à noite, na esperança de encontrar alguém para conversar. Mas eu acabo voltando para casa". Quando completou 21 anos em 29 de agosto de 1979, Jackson selecionou John Branca como seu assessor.
Jackson confidenciou à Branca que ele queria se tornar a maior estrela do show business e o "mais rico". O cantor se sentiu chateado ao perceber um sub-desempenho em Off the Wall, e disse: "Foi totalmente injusto ele [o álbum Off the Wall] não ter conseguido o prêmio de Record of the Year, e isso pode nunca acontecer novamente". Ele também sentiu-se subestimado pela indústria musical. Em 1980, Jackson perguntou a um jornalista da revista Rolling Stone se eles estavam interessados em publicar uma matéria sobre ele na capa da revista. O jornalista negou o pedido, e o artista respondeu: "Eu tenho dito repetidamente que as pessoas negras em capas de revistas não vendem cópias (...) Basta esperar. Algum dia, essas revistas vão estar me implorando para conceder-lhes uma entrevista. Talvez eu concederei, e talvez não".

## Gravação

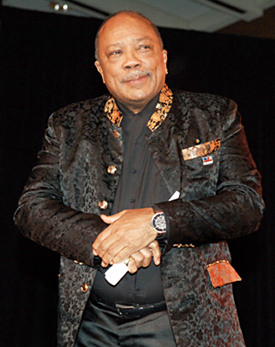
Jackson continuou sua parceria com Quincy Jones (imagem), principal produtor de Thriller.

Para gravar seu sexto álbum de estúdio, Jackson reuniu-se com Quincy Jones, produtor de Off the Wall. Os dois trabalharam em 30 canções para o disco, das quais nove acabaram por ser incluídas. Thriller foi gravado nos estúdios Westlake Recording em Los Angeles, Califórnia, com um orçamento total de 750 mil dólares. A gravação do álbum teve início às 12h00 (15h00 em horário sul-americano) do dia 14 de abril de 1982, com Jackson e Paul McCartney gravando "The Girl Is Mine"; o disco foi concluído em 8 de novembro de 1982, último dia em que foi mixado. Vários membros da banda Toto se envolveram na gravação e na produção do álbum. Jackson compôs e co-produziu "Wanna Be Startin' Somethin'", "The Girl Is Mine", "Beat It" e "Billie Jean". Ao contrário de diversos artistas, o cantor não escreveu estas canções em um papel, em vez disso, ele ditou as letras destas faixas em um gravador de som; quando Jackson iria gravar alguma destas músicas, ele a cantava através da memória. A relação entre Jackson e Jones se tornou tensa durante a gravação do álbum. Jackson passou a maior parte do tempo sozinho, ensaiando passos de dança. Quando as nove canções do disco foram concluídas, Jones e Jackson ficaram descontentes com o resultado final e, a cada semana, passaram a remixar cada uma das faixas.
O cantor desenvolveu Thriller se inspirando ao pensar que "cada canção era um assassino". Jones e o compositor Rod Temperton relataram detalhadamente o ocorrido para o relançamento do disco em 2001. Jones disse porque "Billie Jean" era tão pessoal para Jackson, que se esforçou para lidar com um número de fãs obcecados. Jones queria que a longa introdução da canção fosse encurtada. Entretanto, Jackson insistiu que a introdução permanecesse longa, porque o fazia querer dançar. Um curso de reação contra a música disco tornou-se necessário para Thriller conter uma direção musical diferente à de Off the Wall. Jones e Jackson determinaram-se em fazer uma música de rock que iria recorrer para todos os gostos, e passaram semanas à procura de um guitarrista adequado para "Beat It". Eventualmente, eles encontraram Eddie Van Halen, membro da banda de rock Van Halen.
Quando Temperton compôs a faixa homônima, ele originalmente queria intitulá-la de "Starlight" ou de "Midnight Man", mas optou por "Thriller", depois de sentir que o nome da canção tinha um merchandising potencial. Sempre querendo uma pessoa notável para recitar as letras finais, Jones contatou o ator Vincent Price, que era um conhecido de esposa de Jones. Price completou sua parte em apenas dois momentos. Temperton escreveu a parte falada da canção em um táxi, enquanto estava a caminho para o estúdio de gravação. Jones e Temperton disseram que algumas gravações foram deixados de fora da lista final de faixas, porque elas não tinham o "nervosismo" de outras faixas do álbum. As canções gravadas por Jackson para o álbum incluem "Carousel" (escrita por Michael Sembello), "Nite Line" (escrita por Glen Ballard), "Trouble" (também conhecida como "She's Trouble", e escrita por Terry Britten, Bill Livsey e Sue Shifrin), e "Hot Street" (também conhecida como "Slapstick", e escrita por Rod Temperton). Jackson também cortou uma versão de "Starlight". Existem demos de todas estas faixas, que foram divulgadas ilegalmente na Internet. "Carousel" e "Hot Street" foram concluídas, mas não foram incluídas na lista de faixas do disco. Um clipe curto de "Carousel" apareceu como uma faixa bônus no relançamento do disco em 2001.

## Composição
Musicalmente, Thriller é um álbum em que seus gêneros proeminentes são o funk e o pós-disco. De acordo com Steve Huey, do portal Allmusic, o disco "refinou os pontos fortes do álbum anterior de Jackson, Off The Wall; as faixas de música dance e rock, enquanto as canções pop e as baladas eram mais calmas e mais parecidas com a música soul. O álbum inclui as baladas "The Lady In My Life", "Human Nature" e "The Girl Is Mine"; as canções funk "Billie Jean" e "Wanna Be Startin' Somethin'"; e um conjunto de música disco formado pelas faixas "Baby Be Mine" e "P.Y.T. (Pretty Young Thing)". O disco possui um estilo musical semelhante ao estilo de Off The Wall. "Wanna Be Startin' Somethin'" é acompanhada por um fundo constituído por um baixo e percussão. A peça central da faixa é um clímax inspirado por um canto africano (erroneamente identificado como Swahili, que na verdade são sílabas baseadas em Duala), que concedeu à canção um sabor internacional. Liricamente, "The Girl Is Mine" trata de dois amigos que disputam a mesma mulher, analisando quem a ama mais. A faixa termina com uma rima falada. As músicas de Thriller, especificamente "The Girl Is Mine" e "Beat It", possuem um moderado ritmo de 80 e 130 batidas por minuto, respectivamente.
Apesar do sabor pop destas duas canções, Thriller exibe prenúncios temáticos contraditórios que acabaram caracterizando trabalhos subsequentes de Jackson, como Bad (1987). Com Thriller, Jackson iniciou sua associação com o estilo subliminar da paranoia e com temas mais escuros, incluindo imagens sobrenaturais na faixa homônima. Isto é evidente em "Wanna Be Startin' Somethin'", "Thriller" e "Billie Jean". Em termos líricos, "Billie Jean" fala sobre um fã que alega ter um filho de Jackson, e "Wanna Be Startin' Somethin'", o cantor argumenta conta fofocas e meios de comunicação. Jones disse à Jackson para cantar os vocais de "Billie Jean" em overdubs através de um tubo de papelão de seis metros de comprimento, e contatou o saxofonista Tom Scott a tocar o raro instrumento lyricon, um sintetizador analógico controlado pelo vento. O baixista Louis Johnson fez sua parte em um baixo Yamaha. A canção se inicia com uma longa introdução, constituída por um baixo e uma bateria. Na faixa homônima, podem ser ouvidos diversos efeitos sonoros, como o ranger de portas, trovões, ventos, cães uivando e o som de pessoas caminhando sob pranchas.
A violência antigangue em "Beat It" foi usada como uma homenagem ao musical West Side Story, e foi a primeira peça crossover de Jackson que foi bem sucedida. Mais tarde, Jackson comentou sobre "Beat It", dizendo que "a questão é que ninguém tem que ser durão. Você pode ir embora de uma luta e ainda pode ser um homem. Você não precisa morrer para provar que é um homem". "Human Nature", co-composta por Steve Porcaro, membro da banda Toto, é uma canção mal-humorada e introspectiva, transmitida em letras como "Olhando para fora, do outro lado da manhã, o coração da cidade começa a bater, estendendo a mão, eu toco o ombro dela e estou sonhando com a rua".
No final da década de 1970, as habilidades vocais de Jackson foram aclamadas; Stephen Thomas Erlewine, do portal Allmusic, o descreveu como um "vocalista incrivelmente talentoso". Stephen Holden, da revista Rolling Stone, comparou a voz de Jackson com a voz "sem fôlego, gaguejante e sonhadora" de Stevie Wonder. Holden concluiu a avaliação dizendo que "o tenor timbre de Jackson tem uma beleza extraordinária. Ele desliza suavemente em um surpreendente falsete que é muito usado com bastante ousadia". Com o lançamento de Thriller, Jackson poderia cantar lentamente — abaixo da nota musical C —, mas preferiu cantar alto devido ao fato de tenores pop terem mais alcance para criar esse estilo. Christopher Conelly, da revista Rolling Stone, opinou que Jackson estava cantando em uma "voz totalmente adulta", que foi "tingida de tristeza". "P.Y.T. (Pretty Young Thing)" — creditada a James Ingram e Quincy Jones — e "The Lady In the Life", composta por Rod Temperton, deram ao disco uma direção R&B. O biógrafo J. Randy Taraborrelli descreveu esta última canção como "o mais próximo que Jackson conseguiu cantar com uma voz sensual usada na música soul depois de seus anos na Motown". O cantor já havia adotado um "soluço vocal", e continuou complementando este tipo de voz em Thriller. O propósito do soluço vocal — que parece ser engolidor ou ofegante — ajuda a promover uma certa emoção, seja ela de tristeza, de excitação ou de medo.

## Lançamento e recepção
| Críticas profissionais | Críticas profissionais |
| Avaliações da crítica  | Avaliações da crítica  |
| Fonte                  | Avaliação              |
| ---------------------- | ---------------------- |
| Billboard              | (favorável)            |
| Robert Christgau       | (A)                    |
| Rolling Stone          | (favorável)            |
| The New York Times     | [ 42 ]                 |

Thriller foi lançado em 30 de novembro de 1982 nos Estados Unidos, no Canadá, no Reino Unido, na Austrália e no Japão. No dia seguinte, foi disponibilizado no resto do continente europeu, oceânico e asiático. Dois dias depois, foi disponibilizado no resto do mundo. Foram lançados sete singles do disco. O primeiro, "The Girl Is Mine", conta com a participação de Paul McCartney e foi vista como uma má escolha para ser o primeiro single do disco, levando alguns a acreditar que o álbum seria uma decepção, bem como sugestões de que Jackson estaria se direcionando para um público de cor branca. Apesar disto, "The Girl Is Mine" foi seguida por "Billie Jean", que tornou-se o maior sucesso de Jackson nos Estados Unidos, liderando a tabela musical Billboard Hot 100 por sete semanas consecutivas. O sucesso do álbum foi precedido com "Beat It", que conta com a participação dos guitarristas Eddie Van Halen e Steve Lukather. A canção também ficou na primeira posição nesta tabela. A faixa homônima foi lançada como o sétimo e último single do disco e tornou-se um sucesso internacional.
O álbum foi aclamado por críticos de música contemporânea. Christopher Connelly, da revista Rolling Stone, descreveu o disco como "um LP picante" com uma "angustiante e obscura mensagem". Enquanto comparava as canções do disco com os desafios vitais que Jackson — então com 24 anos — havia enfrentado desde Off the Wall, Connelly observou que ele "deixou cair seu falsete de menino e está enfrentando seus desafios de frente, com uma determinação agressiva e uma voz adulta e completa". John Rockwell, do jornal The New York Times, também comentou sobre a idade de Jackson, comparando sua juventude com a sua experiência artística, deduzindo que talvez, ele seja "às vezes (...) um artista muito praticado. (...) Por vezes, Quincy Jones pode despersonalizar sua individualidade com sua produção ligeiramente anônima", e que "Jackson pode estar escondendo suas verdadeiras emoções por trás de impenetráveis véus de gases". Rockwell concentrou sua revisão sentindo que o álbum estava ajudando a quebrar "barreiras destrutíveis que surgem regularmente entre a música branca e a música negra", especialmente como "publicações brancas e estações radiofônicas que normalmente evitam a música negra parecem estar dispostas a fingir que ele, depois de tudo, não é negro". Ele concluiu a análise dizendo que "Thriller é um álbum pop maravilhoso, a declaração mais recente de um dos cantores da música popular de hoje em dia. (...) Aqui, também há muitos deles".
Em seu guia do consumidor para o The Village Voice, Robert Christgau deu ao álbum uma classificação de A- e comentou que "este é praticamente um trabalho de visitas-além-do-enchimento, mas a um nível tão elevado que é quase clássico de qualquer maneira". Mais tarde, Christgau deu para o disco uma classificação de A e comentou em retrospecto que "o que não poderíamos saber é como as canções são, brilhantemente, sucessos, mas 'PYT' iria prosperar em exposição em massa e prazer público". Um ano após o lançamento do álbum, a revista Time resumiu os três singles principais do álbum, dizendo: "O pulso da América e grande parte do resto do mundo se move de forma irregular, batendo no tempo para o braço forte de 'Billie Jean', a área asfaltada de 'Beat It', e os calafrios [extremamente frios] de 'Thriller'".

### Reconhecimento inicial
O disco rendeu a Jackson um recorde de oito Grammy Awards em 1984, incluindo o de Album of the Year. O oitavo prêmio foi dedicado a Bruce Swedien. No mesmo ano, Jackson venceu oito American Music Awards, incluindo o Award of Merit e três MTV Video Music Awards. Em 7 de fevereiro de 1984, Thriller foi introduzido no livro Guinness World Records, sendo reconhecido como o álbum mais vendido de todos os tempos. O disco tornou-se o primeiro a ser o mais vendido nos Estados Unidos por dois anos seguidos.
Em 21 de agosto de 2009, Thriller foi certificado com vinte e nove platinas pela Recording Industry Association of America (RIAA), denotando vendas de 29 milhões de cópias do disco em território estadunidense. O disco liderou as tabelas musicais de vários países e vendeu cerca de 4,2 milhões de cópias no Reino Unido, 2,5 milhões de cópias no Japão e foi certificado com quinze platinas pela Australian Recording Industry Association. Ainda popular atualmente, Thriller vende cerca de 130 mil cópias nos Estados Unidos a cada ano; o disco atingiu a vice-liderança na tabela Top Pop Catalog Albums em fevereiro de 2003, enquanto atingiu a 39ª na tabela britânica UK Albums Chart em março de 2007.

## Influência e legado

### Indústria musical
A revista Blender descreveu Jackson como o "ícone pop proeminente do século XX", enquanto Jon Pareles, do jornal The New York Times, opinou que o cantor era um "fenômeno mundial", e comentou que "no mundo, existe Michael Jackson e existe as outras pessoas". Jackson mudou a forma de como a indústria musical funcionava: tanto como uma pessoa artística quanto uma entidade financeira e rentável. John Branca, assessor de Jackson, disse que o artista atingiu a maior taxa de royalties da indústria musical, com cerca de dois dólares conseguidos com cada disco vendido. Como resultado, Jackson um recorde lucrativo com vendas de discos e do documentário The Making of Michael Jackson's Thriller, produzido por Jackson e John Landis. Financiado pela MTV, o filme comercializou cerca de 300 mil cópias em seus primeiros meses. Em um mercado musical então conduzido por singles, Thriller levantou a importância dos álbuns, mas seus singles mudaram noções percebidas com o número de singles de sucesso que puderam ser constituídos a partir de um único álbum. Naquela época, foram lançados diversos produtos a partir do disco, como um boneco vestido com o figurino usado por Jackson no vídeo musical de "Thriller". Este boneco foi disponibilizado nas lojas em maio de 1984 a um preço inicial de 12 dólares. O disco mantém uma posição significativa na cultura americana; o biógrafo J. Randy Taraborrelli explicou: "Em algum momento, Thriller parou de vender como um item de lazer — como uma revista, como um brinquedo, ou como ingressos para um filme de sucesso — e começou a vender como uma casa de campo".
Na época do lançamento do álbum, foi divulgado um comunicado feito por Gil Friesen — então presidente da A&M Records —, que dizia: "Toda a indústria tem uma participação nesse sucesso". A revista Time especulou que "as consequências de Thriller tem dado negócios [musicais] em seus melhores anos, desde os áureos tempos de 1978, quando teve uma receita interna total estimada em 4,1 bilhão de dólares". A revista também resumiu o impacto do disco como uma "restauração de confiança" para uma fronteira com a indústria sobre "as ruínas do punk chique e as regiões do pop sintetizador". A publicação descreveu a influência de Jackson nesse momento como uma "estrela de discos, rádios e vídeos musicais. Uma equipe de resgate de um homem só para o negócio da música. Um compositor que define a batida por uma década. Um dançarino com os pés mais extravagantes na rua. Um cantor que atravessa todos os limites do bom gosto, do estilo e também da cor".
Quando Thriller e "Billie Jean" estavam alcançando o mercado demográfico, a MTV e a TV a cabo tinham uma quota de mercado menor do que o alcance das grandes estações de televisão dos Estados Unidos. A audiência nacional da ABC, NBC, CBS e de estações afiliadas, bem como as principais estações de televisão independentes, eram desejadas pela CBS Records e pela Epic Records para divulgar Thriller. A estreia nacional do vídeo musical de "Billie Jean" foi durante a semana de Halloween de 1984, a partir de uma ideia concebida por Charles Henderson e Jerry Crowne, produtores executivos da Video Concert Hall. A Video Concert Hall, primeira estação televisiva de vídeos musicais do país, gravou o especial de uma hora em Hollywood e em Atlantia, onde eram localizados os estúdios televisivos da Video Concert Hall. O especial televisivo de Thriller foi apresentado por Vincent Price — co-estrela do vídeo musical da faixa homônima — e distribuído pela Henderson-Crowe Syndications, Inc., e foi ao ar nos 20 maiores mercados televisivos de grande parte dos Estados Unidos, incluindo as estações de televisão WNEW (Nova Iorque), WFLD (Chicago), KTTV (Los Angeles), WPLG (Miami), WQTV (Boston), e WXIA (Atlanta). Ao todo, o especial foi transmitido para um total de 150 estações de TV.

### Igualdade racial e vídeos musicais

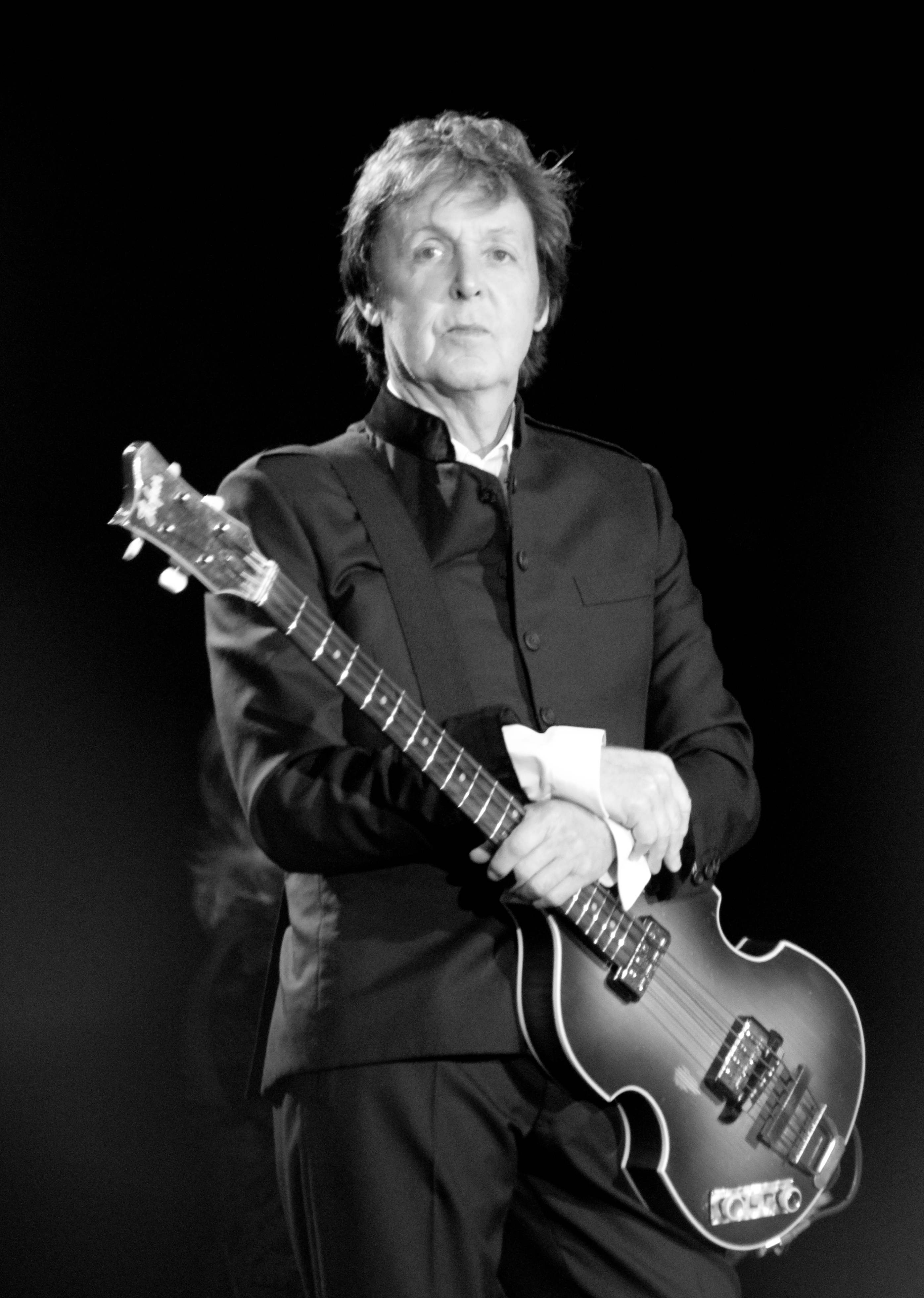
Os vídeos musicais de Thriller e seus singles — incluindo "The Girl Is Mine", dueto com Paul McCartney (imagem) — são creditados como as principais maneiras que promoveram a igualdade racial nos Estados Unidos.

Antes do sucesso de Thriller, muitos sentiram que Jackson tinha lutado para obter aparições na MTV porque ele era negro. Em um esforço para a emissora conceder um espaço para Jackson em sua programação, Walter Yetnikoff, presidente da CBS Records, pressionou a MTV e declarou: "Eu não vou lhes dar mais nenhum vídeo, e vou dizer para o público o fato de que vocês não querem tocar músicas de um artista negro". Sua posição persuadiu a MTV para começar a exibir o vídeo musical de "Billie Jean" e, posteriormente, o vídeo acompanhante de "Beat It", o que levou a uma longa parceria entre ambos, e mais tarde ajudou outros artistas da música negra a ganhar reconhecimento mainstream. Entretanto, a MTV nega alegações de racismo em sua difusão. A popularidade dos vídeos musicais de "Billie Jean" e "Beat It" ajudou a colocar o então jovem canal "no mapa", e o foco da MTV mudou, ficando a favor da música pop e do R&B. Jackson transformou vídeos musicais em arte e em ferramentas de divulgação através do uso de histórias complexas, rotinas de dança, efeitos especiais e aparições de personalidades conhecidas.
Quando o vídeo completo de "Thriller" (com 14 minutos de duração) foi ao ar pela primeira vez, a MTV o transmitia duas vezes por hora para atender a grande demanda de pedidos do vídeo. O curta-metragem marcou um aumento na escala de vídeos musicais e tem sido rotineiramente eleito o melhor vídeo musical de todos os tempos. A popularidade do vídeo fez o álbum voltar à liderança da Billboard 200, mas a gravadora de Jackson não apoiou o lançamento do terceiro vídeo do álbum. Eles já estavam satisfeitos com o sucesso dos vídeos anteriores e, por isso, Jackson convenceu a MTV para financiar o projeto. Nelson George, autor, crítico musical e jornalista, escreveu em 2004: "É difícil ouvir as músicas de Thriller e esquecer de seus vídeos. Para a maioria de nós, as imagens definem as músicas. Na verdade, pode-se argumentar que Michael é o primeiro artista da era da MTV a ter um álbum inteiro intimamente ligado na imaginação do público com a sua própria imaginação".
Curtas-metragens como o vídeo de "Thriller" acabaram se tornando particularmente únicos para Jackson, enquanto a sequência de dança grupal no vídeo musical "Beat It" tem sido frequentemente imitada. A coreografia do vídeo da faixa homônima tornou-se parte da cultura pop mundial, sendo imitada em diversos lugares, desde Bollywood até as prisões das Filipinas. Para um artista negro na década de 1980 a esse ponto, o sucesso de Jackson foi sem precedentes. Segundo o jornal The Washington Post, "Thriller abriu o caminho para outros artistas afro-americanos, como Prince". "The Girl Is Mine" foi creditada como a obtenção para acabar com preconceitos inter-raciais. A revista Time observou: "Jackson é a maior coisa existente desde os The Beatles. Ele é o fenômeno com personalidade mais única desde Elvis Presley. Ele é o cantor negro mais popular de todos os tempos".

### Apelo contemporâneo
| Críticas profissionais        | Críticas profissionais |
| Avaliações da crítica         | Avaliações da crítica  |
| Fonte                         | Avaliação              |
| ----------------------------- | ---------------------- |
| Allmusic                      | [ 1 ]                  |
| Entertainment Weekly          | (favorável)            |
| Q                             | [ 87 ]                 |
| Slant Magazine                | [ 30 ]                 |
| Stylus Magazine               | (favorável)            |
| The Rolling Stone Album Guide | [ 89 ]                 |
| Yahoo! Music                  | (favorável)            |

Atualmente, o álbum ainda é visto de forma positiva pelos críticos musicais. Stephen Thomas Erlewine, do portal Allmusic, deu ao álbum o máximo de cinco estrelas e escreveu que o disco tem algo que interessa a todos. Ele acreditou que o projeto apresentou mais funk e mais rock pesado, mantendo-se "inegavelmente divertido". Erlewine passou a elogiar "Billie Jean" e "Wanna Be Startin 'Somethin'", e disse: "as duas melhores músicas do disco: 'Billie Jean', (...) e a delirante 'Wanna Be Startin' Somethin' ', são o funk mais legal no álbum e as faixas de Jackson mais assustadoras e mais claustrofóbicas já registradas". Erlewine deu a opinião de que Thriller era uma melhoria do disco anterior do artista, embora tenha negativado a faixa-título, descrevendo-a como "ridícula" e que tinha o efeito de que estava "chegando no meio do disco e sugando a sua dinâmica". Eric Henderson, da Slant Magazine deu ao projeto todas as cinco estrelas permitidas, e tal como a revisão da página Allmusic e a análise original da revista Rolling Stone, Henderson elogiou a letra de "Wanna Be Startin 'Somethin'". Jon Pareles, comentando para o The New Rolling Stone Album Guide (2004), atribuiu à Thriler o máximo de cinco estrelas e disse que Jackson "dobrou suas ambições e multiplicou sua audiência" com o álbum e que, com seu legado, "Thriller teve uma ajuda extramusical em se tornar o álbum mais vendido de todos os tempos que não é compilatório: pés dançantes e a presença de palco deslumbrante de Jackson, amplificados pelo alcance promocional recém-descoberto dos vídeos musicais e a era do célebre encontro com [Ronald] Reagan. Mas, especialmente nos sete singles do álbum (de um total de nove canções), a música está no seu próprio caminho".
O crítico cultural Nelson George escreveu que Jackson "tem educado R. Kelly, Usher, Justin Timberlake e muitos outros artistas com Thriller, como se fosse um livro". Como um sinal de longevidade do álbum, em 2003, Thriller foi classificado na 20ª posição na lista dos 500 melhores álbuns de todos os tempos compilada pela Rolling Stone, e foi listado pela National Association of Recording Merchandisers no número três entre os 200 álbuns definitivos no Rock and Roll Hall of Fame. Em 2008, 25 anos após o seu lançamento, o disco foi introduzido para o Grammy Hall of Fame e, algumas semanas mais tarde, foi induzido entre as 25 gravações preservadas pela Biblioteca do Congresso dos Estados Unidos no National Recording Registry por ser "culturalmente significativo". Em 2009, críticos musicais indicaram Thriller à MTV e ao canal VH1 como o "melhor álbum lançado desde 1981". Thriller, junto com outros álbuns aclamados criticamente, entraram em uma votação popular. 40 000 pessoas — um terço dos votos totais — acharam Thriller como "o melhor álbum de todos os tempos da geração MTV".

## Relançamentos
Thriller foi relançado em 16 de outubro de 2001, em um conjunto expandido intitulado Thriller: Special Edition. As faixas originais foram remasterizadas, e o álbum foi concebido com um novo material, constituído com um novo encarte e bônus especiais, incluindo as canções "Someone in the Dark", "Carousel" (descartada do material final do disco), a versão demonstrativa de "Billie Jean", e entrevistas audíveis onde Jones e Temperton discutem a gravação do álbum. A Sony também contratou Mick Guzauski, que atuou como engenheiro de som e mixer do projeto, que trabalhou com Jackson na criação de um som mixado em canais 5.1 surround, assim como em todos os outros álbuns relançados — Off the Wall), Bad e Dangerous (1991) — no então novo formato de Super Audio CD. Apesar das inúmeras tentativas, o artista nunca aprovou nenhuma das mixagens. Consequentemente, o relançamento de Thriller foi emitido no formato de Super Audio CD em apenas uma versão estéreo.
Em fevereiro de 2008, a Epic Records relançou Thriller novamente, que foi intitulado de Thriller 25; Jackson atuou como produtor executivo. Thriller 25 foi lançado em CD, USB flash drive e em disco de vinil com uma nova capa (constituída de uma fotografia tirada nas gravações do vídeo musical da faixa homônima), sete faixas bônus, uma nova canção, chamada "For All Time", um trecho da voice-over de Vincent Price gravada para "Thriller", e cinco remixes que incluíram Fergie, will.i.am, Kanye West e Akon. Além de ter sido incluído um DVD com três vídeos musicais, a performance de "Billie Jean" durante o evento Motown 25: Yesterday, Today, Forever, e um livreto com uma mensagem de Jackson. A balada "For All Time" supostamente faria parte da lista de faixas da versão original de Thriller, mas é constantemente creditada como uma das canções omitidas das sessões de gravação de Dangerous. Dois singles foram lançados do relançamento, ambos remixes: "The Girl Is Mine 2008" e "Wanna Be Startin' Somethin' 2008". Após a morte de Jackson, ocorrida em 25 de junho de 2009, Thriller bateu recordes adicionais. Ele vendeu mais de 100 000 cópias, atingindo a vice-liderança na tabela Top Pop Catalog Albums. Adicionalmente, as canções do disco converteram Jackson no primeiro artista a vender mais de um milhão de unidades digitais em uma semana. De acordo com a Nielsen Soundscan, Thriller foi o 14ª álbum mais vendido de 2009 nos Estados Unidos, com cerca 1 270 000 de cópias comercializadas no país.

## Lista de faixas
| Edição padrão  |                                         |                            |                          |         |  |
| N.º            | Título                                  | Compositor(es)             | Produtor(es)             | Duração |  |
| 1.             | "Wanna Be Startin' Somethin'"           | Michael Jackson            | Quincy Jones, Jackson[A] | 6:03    |  |
| 2.             | "Baby Be Mine"                          | Rod Temperton              | Jones                    | 4:20    |  |
| 3.             | "The Girl Is Mine" (com Paul McCartney) | Jackson                    | Jones, Jackson[A]        | 3:42    |  |
| 4.             | "Thriller" (com Vincent Price)          | Temperton, Jackson[B]      | Jones                    | 5:57    |  |
| 5.             | "Beat It" (com Eddie Van Halen)         | Jackson                    | Jones, Jackson[A]        | 4:18    |  |
| 6.             | "Billie Jean"                           | Jackson                    | Jones, Jackson[A]        | 4:54    |  |
| 7.             | "Human Nature"                          | Steve Porcaro, John Bettis | Jones                    | 4:06    |  |
| 8.             | "P.Y.T. (Pretty Young Thing)"           | James Ingram, Jones        | Jones                    | 3:59    |  |
| 9.             | "The Lady in My Life"                   | Temperton                  | Jones                    | 5:00    |  |
| Duração total: | Duração total:                          | Duração total:             | Duração total:           | 42:19   |  |

| Special Edition - Bonus |                                              |                                          |         |  |
| N.º                     | Título                                       | Compositor(es)                           | Duração |  |
| 10.                     | "Quincy Jones Interview #1"                  |                                          | 2:19    |  |
| 11.                     | "Someone in the Dark"                        | Alan Bergman, Marilyn Bergman, Temperton | 4:54    |  |
| 12.                     | "Quincy Jones Interview #2"                  |                                          | 2:04    |  |
| 13.                     | "Billie Jean" (versão demonstrativa de 1981) | Jackson                                  | 2:20    |  |
| 14.                     | "Quincy Jones Interview #3"                  |                                          | 3:10    |  |
| 15.                     | "Rod Temperton Interview #1"                 |                                          | 4:03    |  |
| 16.                     | "Quincy Jones Interview #4"                  |                                          | 1:32    |  |
| 17.                     | "Voice-Over Session from Thriller"           | Temperton, Jackson[B]                    | 2:52    |  |
| 18.                     | "Rod Temperton Interview #2"                 |                                          | 1:56    |  |
| 19.                     | "Quincy Jones Interview #5"                  |                                          | 2:01    |  |
| 20.                     | "Carousel"                                   | Michael Sembello, Don Freeman            | 1:49    |  |
| 21.                     | "Quincy Jones Interview #6"                  |                                          | 1:17    |  |
| Duração total:          | Duração total:                               | Duração total:                           | 72:37   |  |

## Canções arquivadas
- "Rolling the Dice" (Rod Temperton)
- "Who Do You Know?" (Michael Jackson) (lançada no álbum Thriller 40)
- "Spice of Life" (Rod Temperton, Derek Bramble)
- "Carousel" (Michael Sembello, Don Freeman) (Lançado na edição especial de Thriller de 2001)
- "Hot Street" (Rod Temperton)
- "Nite Line" (Glen Ballard, Brie Howard, Davey Faragher)
- "Got the Hots" (Rod Temperton, Michael Jackson, Quincy Jones) (Lançado exclusivamente na edição japonesa de Thriller 25)
- "She's Trouble" (Terry Britten, Sue Shifrin, Bill Livsey) [LANÇADO]
- "Slapstick" (Rod Temperton)
- "Behind the Mask" (Michael Jackson, Chris Mosdell, Ryuichi Sakamoto) (Lançado no primeiro álbum póstumo de Michael Jackson, Michael)
- "Nymphette Lover" (Michael Jackson)
- "Learned My Lesson" (Michael Jackson)
- "Stand Tall" (Michael Jackson)
- "Somewhere in Time" (Michael Jackson) (versão de 1982) (cogitada para os álbuns: Triumph dos Jacksons e Thriller)
- "Attitude" (Michael Jackson, Kathy Wakefield, Michel Pierre)
- "Don't Be Messin' 'Round" (original version 1982) (Michael Jackson) (Versão de 1986 lançado na edição de Bad 25)
- "Sunset Driver" (Michael Jackson) (versão de 1982 lançada no álbum The Ultimate Collection)
- "Who Is the Girl with Her Hair Down" (???) (versão de 1982) (cogitada para os álbuns: Off the Wall, Triumph dos Jacksons e Thriller)
- "No Darkness Tonight" (???)
- "Feel It" (???)
- "I Got This Felling" (???)

## Créditos
Lista-se abaixo os profissionais envolvidos na elaboração de Thriller, de acordo com o encarte do disco: Desempenho nas tabelas musicais
| - Brian Banks: teclados, sintetizadores, programação - Michael Boddicker: teclados, sintetizadores - N'dugu Chancler: bateria - Paulinho da Costa: percussão - David Foster: teclados, sintetizadores - Gary Grant: trompete e flugelhorn - Eddie Van Halen: guitarra solo em "Beat It" - Jerry Hey: trompete e flugelhorn - Michael Jackson: co-produção, vocalista principal, vocalista de apoio, tambor case beater, placa bathroom stomp, vocais, bateria, buzina, arranjo de cordas - Paul Jackson: guitarra - Louis Johnson: baixo - Quincy Jones: produção - Steve Lukather: guitarra, baixo - Anthony Marinelli: sintetizador, programação - Paul McCartney: vocalista participante em "The Girl Is Mine" - David Paich: teclados, sintetizadores, programação | - Dean Parks: guitarra - Greg Phillinganes: teclados, sintetizadores, programação - Jeff Porcaro: tambores, chifre, arranjo de cordas - Steve Porcaro: teclados, sintetizadores, programação - Vincent Price: voice-over em "Thriller" - Bill Reichenbach: trombone - Bruce Swedien: engenharia de programação e mixagem - Chris Shepard: vibraslap em "Beat It" - Rod Temperton: teclados, sintetizadores - David Williams: guitarra - Larry Williams: saxofone, flauta - Bill Wolfer: teclados, sintetizadores - LaToya Jackson: vocalista de apoio em "P.Y.T." - Janet Jackson: vocalista de apoio em "P.Y.T." - Greg Smith: sintetizadores |

## Desempenho em charts
| Tabela musical (1982–2009)                                    | Melhor posição |
| ------------------------------------------------------------- | -------------- |
| Alemanha (Media Control Charts)                               | 1              |
| Austrália (Australian Kent Music Report)                      | 1              |
| Áustria (Ö3 Austria Top 40)                                   | 1              |
| Bélgica (Ultratop 40 de Flandres)                             | 1              |
| Bélgica (Ultratop 50 da Valônia)                              | 1              |
| Canadá (Canadian RPM Albums Chart)                            | 1              |
| Dinamarca (Hitlisten)                                         | 1              |
| Espanha (Productores de Música de España)                     | 1              |
| Estados Unidos (Billboard 200)                                | 1              |
| Finlândia (Suomen virallinen lista)                           | 1              |
| França (Syndicat National de l'Édition Phonographique)        | 1              |
| Itália (Federazione Industria Musicale Italiana)              | 1              |
| Japão (Oricon)                                                | 1              |
| Noruega (VG-lista)                                            | 1              |
| Nova Zelândia (Recording Industry Association of New Zealand) | 1              |
| Países Baixos (MegaCharts)                                    | 1              |
| Reino Unido (UK Albums Chart)                                 | 1              |
| Suécia (Sverigetopplistan)                                    | 1              |
| Suíça (Schweizer Hitparade)                                   | 1              |

| Tabela musical (1983)                                  | Posição |
| ------------------------------------------------------ | ------- |
| Alemanha (Media Control Charts)                        | 2       |
| Austrália (Australian Kent Music Report)               | 1       |
| Áustria (Ö3 Austria Top 40)                            | 1       |
| Canadá (Canadian RPM Albums Chart)                     | 1       |
| Estados Unidos (Billboard 200)                         | 1       |
| França (Syndicat National de l'Édition Phonographique) | 1       |
| Itália (Federazione Industria Musicale Italiana)       | 1       |
| Japão (Oricon)                                         | 6       |
| Reino Unido (UK Albums Chart)                          | 1       |

| Tabela musical (1984)                    | Posição |
| ---------------------------------------- | ------- |
| Austrália (Australian Kent Music Report) | 2       |
| Áustria (Ö3 Austria Top 40)              | 3       |
| Canadá (Canadian RPM Albums Chart)       | 4       |
| Estados Unidos (Billboard 200)           | 1       |
| Japão (Oricon)                           | 1       |
| Suíça (Schweizer Hitparade)              | 1       |
| Reino Unido (UK Albums Chart)            | 6       |
| Tabela musical (2009)                    | Posição |
| Alemanha (Media Control Charts)          | 40      |
| Estados Unidos (Billboard 200)           | 14      |

| Tabela musical (1980–89)                 | Posição |
| ---------------------------------------- | ------- |
| Austrália (Australian Kent Music Report) | 3       |
| Áustria (Ö3 Austria Top 40)              | 1       |
| Japão (Oricon)                           | 2       |
| Reino Unido (UK Albums Chart)            | 3       |

## Certificações
| País                       | Certificação |
| -------------------------- | ------------ |
| Alemanha (BVMI)            | 3× Platina   |
| Argentina (CAPIF)          | Diamante     |
| Austrália (ARIA)           | 15× Platina  |
| Áustria (IFPI Áustria)     | 8× Platina   |
| Canadá (Music Canada)      | Diamante     |
| Estados Unidos (RIAA)      | 33× Platina  |
| Finlândia (IFPI Finlândia) | Platina      |
| França (SNEP)              | Diamante     |
| Hong Kong (IFPI Hong Kong) | Platina      |
| Itália (FIMI)              | Platina      |
| Japão (RIAJ)               | Ouro         |
| México (AMPROFON)          | 2× Platina   |
| Nova Zelândia (RIANZ)      | 12× Platina  |
| Países Baixos (NVPI)       | 8× Platina   |
| Portugal (AFP)             | Platina      |
| Reino Unido (BPI)          | 11× Platina  |
| Suécia (GLF)               | 4× Platina   |
| Suíça (IFPI Suíça)         | 6× Platina   |
| União Europeia (IFPI)      | Platina      |

### Precessão e sucessão
| Gráficos de sucessão | Gráficos de sucessão | Gráficos de sucessão |
| --- | --- | --- |
| Precedido por Nena por Nena | Álbuns número um nos Media Control Charts 15 de maio de 1983 – 28 de julho de 1983 | Sucedido por Crises por Mike Oldfield                                                                                                |
| Precedido por 1983 The Hot Ones por Vários artistas The Number Ones por The Beatles Thru the Roof '83 por Vários artistas 1984 Shakin' por Vários artistas | Álbuns número um no Australian Kent Music Report 13 de junho de 1983 – 19 de junho de 1983 27 de junho de 1983 – 10 de julho de 1983 23 de janeiro de 1984 – 4 de março de 1984 19 de março de 1984 – 1 de abril de 1984 | Sucedido por The Number Ones por The Beatles Synchronicity por The Police 1984 Shakin' por Vários artistas The Swing por INXS        |
| Precedido por Toto IV por Toto Colour by Numbers por Culture Club                                                                                          | Álbuns número um na Canadian RPM Albums Chart 16 de abril de 1983 – 2 de julho de 1983 7 de abril de 1984 | Sucedido por Synchronicity por The Police 1984 por Van Halen                                                                         |
| Precedido por Business as Usual por Men at Work Flashdance por Vários artistas Synchronicity por The Police Can't Slow Down por Lionel Richie              | Álbuns número um na Billboard 200 26 de fevereiro de 1983 – 24 de junho de 1983 9 de julho de 1983 – 22 de julho de 1983 10 de setembro de 1983 – 16 de setembro de 1983 24 de dezembro de 1983 – 20 de abril de 1984    | Sucedido por Flashdance por Vários artistas Synchronicity por The Police Synchronicity por The Police Footloose por Vários artistas  |
| Precedido por Kokinshü por Hiroko Yakushimaru Each Time por Eiichi Ohtaki                                                                                  | Álbuns número um na Oricon 12 de março de 1984 – 19 de março de 1984 23 de abril de 1984 – 30 de abril de 1984 | Sucedido por Touch Me, Seiko por Seiko Matsuda Variety por Mariya Takeuchi                                                           |
| Precedido por Let's Dance por David Bowie Maggie por Foster & Allen                                                                                        | Álbuns número um na Recording Industry Association of New Zealand 5 de junho de 1983 – 3 de julho de 1983 25 de março de 1984 – 6 de maio de 1984                                                                        | Sucedido por Let's Dance por David Bowie Into the Gap por Thompson Twins                                                             |
| Precedido por Let's Dance por David Bowie 28 Golden Hits por BZN Tonight 20:00 hrs por The Star Sisters Labour of Love por UB40                            | Álbuns número um nos MegaCharts 21 de maio de 1983 – 25 de junho de 1983 9 de julho de 1983 30 de julho de 1983 – 10 de setembro de 1983 14 de janeiro de 1984                                                           | Sucedido por 28 Golden Hits por BZN Tonight 20:00 hrs por The Star Sisters Rondo Russo por Berdien Stenberg No Parlez por Paul Young |
| Precedido por Business as Usual por Men at Work War por U2 True por Spandau Ballet Now That's What I Call Music por Vários artistas                        | Álbuns número um na UK Albums Chart 5 de março de 1983 – 11 de março de 1983 19 de março de 1983 – 25 de março de 1983 21 de maio de 1983 – 24 de junho de 1983 28 de janeiro de 1984 – 3 de fevereiro de 1984           | Sucedido por War por U2 The Hurting por Tears for Fears Synchronicity por The Police Touch por Eurythmics                            |
| Precedido por No Parlez por Paul Young | Álbuns número um na Sverigetopplistan 20 de março de 1984 | Sucedido por The Amazing Kamikaze Syndrome por Slade                                                                                 |

## Histórico de lançamento
| País           | Data                   | Gravadora    | Formato                          |
| -------------- | ---------------------- | ------------ | -------------------------------- |
| Estados Unidos | 30 de novembro de 1982 | Epic Records | CD, disco de vinil, fita cassete |
| Canadá         | 30 de novembro de 1982 | Epic Records | CD, disco de vinil, fita cassete |
| Reino Unido    | 30 de novembro de 1982 | Epic Records | CD, disco de vinil, fita cassete |
| Austrália      | 30 de novembro de 1982 | Epic Records | CD, disco de vinil, fita cassete |
| Japão          | 30 de novembro de 1982 | Epic Records | CD, disco de vinil, fita cassete |
| União Europeia | 1 de dezembro de 1982  | Epic Records | CD, disco de vinil, fita cassete |
| Nova Zelândia  | 1 de dezembro de 1982  | Epic Records | CD, disco de vinil, fita cassete |
| China          | 1 de dezembro de 1982  | Epic Records | CD, disco de vinil, fita cassete |
| Brasil         | 3 de dezembro de 1982  | Epic Records | CD, disco de vinil, fita cassete |